# Sidi Noumane
Sidi Noumane (Sidi Nouman, Sidi Numan) ou Le Chien du Tsar sont des intitulés désignant le conte-type AT 449 dans la classification Aarne-Thompson. Le nom de Sidi Nouman provient de la version figurant dans le recueil des Mille et Une Nuits, tandis que Le Chien du Tsar fait référence à une version originaire d'Europe de l'Est. Il s'agit dans les deux cas de contes faisant intervenir la transformation par une magicienne d'un être humain en animal.

## La version desMille et Une Nuits
Antoine Galland a ajouté ce conte dans sa traduction des Mille et Une Nuits (tome III), faisant partie des contes orphelins que lui a raconté Hanna Dyâb. Dans cette version du conte, Sidi Nouman est un jeune homme que le calife Haroun Alraschild a vu en train de maltraiter sa cavale. Comme le calife lui en demande la raison, Sidi Nouman lui raconte l'histoire qui suit.
D'origine assez aisée, le jeune homme a épousé une femme, Amine, dont, selon la coutume, il n'a jamais vu le visage. Lorsqu'il peut enfin l'apercevoir, il n'est pas déçu ; mais dès son premier dîner avec elle, il est interloqué par ses manières : elle ne mange que du riz, grain par grain, au moyen d'« une espèce de cure-oreille », et ne répond pas à ses remarques. Il ne comprend pas qu'une femme puisse manger aussi peu. Une nuit, il l'entend se lever et s'habiller discrètement, et il prend le parti de la suivre. Il découvre avec horreur qu'elle retrouve une goule dans un cimetière, et que toutes deux dévorent un cadavre qu'elles y ont déterré.

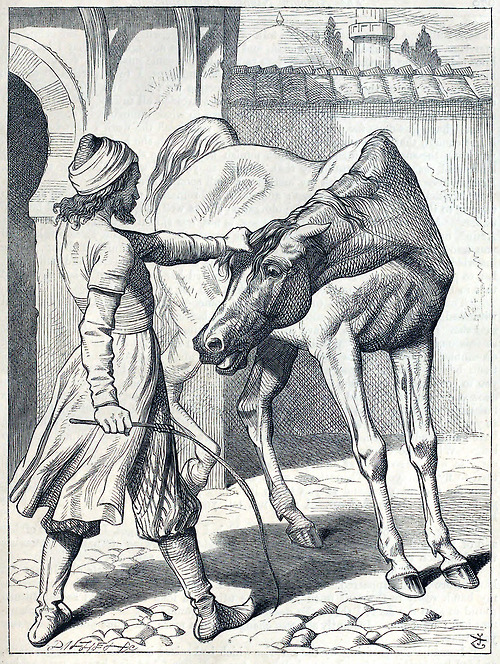
Sidi Noumane se venge de sa femme, par John Tenniel.

Peu après, Sidi Nouman demande ouvertement à sa femme si les repas qu'on lui sert ne valent pas mieux que la chair de mort. Amine, comprenant qu'elle a été suivie et observée, entre dans une fureur terrible, et jette au visage de son mari un peu d'eau en s'écriant : – Malheureux, reçois la punition de ta curiosité, et deviens chien ! C'est ce qui se produit effectivement, et Amine poursuit l'animal à coups de bâton. Sidi Nouman, sous l'apparence d'un chien, trouve refuge chez un « vendeur de têtes, de langues et de pieds de mouton cuits » peu hospitalier, puis chez un boulanger qui le recueille.
Un jour, une femme paye au boulanger un pain avec une pièce fausse. Le boulanger la refuse, mais devant l'obstination de la femme, s'en remet au chien, qui désigne la pièce fausse parmi d'autres, bonnes. Le boulanger comme la femme se mettent à parler partout des talents de ce chien extraordinaire. Une autre femme, après avoir vérifié ses compétences « sur pièce », entraîne le chien à sa suite et le présente à sa fille. Celle-ci s'avère être également une magicienne qui, lui jetant elle aussi de l'eau, le fait redevenir homme. Sidi Nouman lui raconte toute son aventure ; elle lui déclare qu'elle connaît sa femme, et lui suggère de se venger d'elle. Elle lui donne à cet effet une petite bouteille emplie d'eau, dont il devra l'asperger.
Sidi Nouman rentre donc chez lui, muni de sa fiole magique ; sa femme, en l'apercevant, pousse un cri et cherche à lui échapper. Mais il lui jette de l'eau et elle est changée en cavale. Il l'attache alors et la châtie à coups de fouet : c'est ce tableau que le calife avait eu sous les yeux.
Le calife ne blâme pas Sidi Nouman, mais juge que la punition d'être transformée en jument est suffisante pour la méchante femme ; il ne va pas toutefois jusqu'à ordonner à son mari de lui faire reprendre forme humaine, craignant une nouvelle vengeance pire que la première.
Cette version a été reprise par Andrew Lang dans son recueil The Arabian Nights' Entertainments (1898), qui contient 34 des contes des Mille et une nuits, adaptés en anglais pour les enfants.
Nouman (نعمان ; différentes translittérations) est un prénom arabe préislamique qui signifie « le sang ». C'est le surnom de plusieurs princes et rois arabes (voir (en) Nu'man).

## Versions russes d'Afanassiev
Dans ses Contes populaires russes, Alexandre Afanassiev fournit deux versions (141a/254 et 141b/255) de ce conte, intitulé La Merveille (Диво, Divo). Elles se caractérisent toutes deux par un prologue à tiroirs au cours duquel un homme auquel il est arrivé une chose extraordinaire se voit envoyer chez un autre personnage qui lui raconte une histoire plus étonnante encore qui lui est arrivée, puis le renvoie éventuellement chez un troisième qui renchérit à son tour (ce qui justifie le titre). Les lieux de collecte de ces versions n'ont pas été indiquées par Afanassiev.

### Première version (141a / 254)
Un pêcheur voit le poisson qu'il vient de cuire replonger dans l'eau ; le poisson l'envoie chez un chasseur qui lui raconte que, parti à la chasse avec ses trois fils, il a invité trois soirs de suite un vieillard à partager les canards qu'ils ont tués et rôtis ; à chaque fois, le vieux a dévoré non seulement les canards, mais encore un fils du chasseur ; resté seul et revenant chargé de gibier, le chasseur, étant rentré chez lui, a découvert ses trois fils vivants et en pleine santé ; il envoie le pêcheur chez un troisième personnage (un paysan), dont le récit va constituer la véritable histoire, encore plus surprenante.
Le paysan lui raconte qu'il s'est marié jeune et s'est vite rendu compte que sa femme le trompait. Il la surprend avec son amant, mais sa femme lui donne un coup de bâton qui le transforme en chien noir, qu'elle se met à maltraiter. Le chien s'enfuit et se met sous la protection d'un autre paysan dont il gardera les bœufs. Il est si efficace dans ce rôle que le paysan prend l'habitude d'aller se divertir au village pendant que le chien monte la garde. Ceci déplaît au seigneur, qui parie avec le paysan qu'il parviendra à lui voler un taureau : mais le chien se jette sur lui et fait gagner le pari à son maître.
À l'automne, le chien supposé décide de rentrer chez lui ; mais à peine sa femme l'a-t-elle aperçu qu'elle le frappe à nouveau d'un coup de bâton et le transforme cette fois en pivert. Le pivert s'envole mais, ne tardant pas à souffrir du froid, se laisse volontairement prendre au piège par des enfants qui le ramènent à leur père. Celui-ci, un guérisseur, comprend qui est le pivert, lui rend sa forme humaine et lui donne une baguette en lui recommandant de s'en servir sur sa femme. Ceci a pour effet de changer la femme en chèvre, que le paysan enferme à l'étable.
Au bout d'un an, le paysan retourne voir le guérisseur : il souhaite que sa femme reprenne sa forme originelle. Il reçoit une baguette dont il frappe à nouveau sa femme, prononçant : – Tu as été chèvre, sois à présent femme ! et c'est ce qui se produit. La femme implore son pardon, et depuis, ils vivent heureux ensemble.

### Deuxième version (141b / 255)
Dans la deuxième version, le fils d'une vieille femme tue un lièvre à la chasse ; la vieille coupe la bête en deux morceaux et le prépare, mais l'une des moitiés s'enfuit hors de l'isba. Comme son fils s'étonne, la vieille l'envoie au village rencontrer le paysan Arefiï, à qui il est arrivé plus extraordinaire encore. Celui-ci lui raconte que, ayant découvert que sa femme le trompait, il a été transformé en chien par l'amant, qui s'est avéré être un magicien. Le chien trouve refuge auprès d'un barine (seigneur), dont il émerveille les invités par ses tours ; puis il décide de retourner chez lui. En route, affamé, il attrape un corbeau, mais le relâche sur la prière de l'oiseau. Le magicien, apercevant le chien, se remet à le fouetter, puis le transforme en corbeau. Sous cette apparence, il s'envole, désespéré, vers la forêt. Il y rencontre le premier corbeau qu'il avait épargné ; celui-ci lui enseigne comment reprendre forme humaine et lui conseille de corriger le magicien et la femme. Il pénètre dans l'isba en brisant une vitre, se saisit du fouet dans son bec, ce qui le retransforme en être humain. Le couple fait la sieste : il se met à frapper le magicien, puis sa femme, et leur commande de devenir étalon noir et jument, dont il se sert désormais pour labourer. Voilà ce qui s'appelle une merveille !
Cette version comporte elle-même une variante à son début : Un paysan s'apprête à manger un ours qu'il a tué à la chasse, quand passe une renarde. Le paysan la vise et la manque. Quand il se retourne, l'ours est debout et vivant. Comme le paysan reste stupéfait, la bête lui déclare qu'il y a plus grande merveille encore (etc).

## Commentaires et analogies
Le conte-type At 449 est intitulé en russe La femme du magicien (ou : du sorcier, en russe : Жена колдунья), selon l'index d'Aarne-Andreïev. Barag et Novikov indiquent que 30 versions russes, 9 ukrainiennes et 14 biélorusses ont été recensées. Souvent le mari, changé en chien, sauve les enfants du roi, est récompensé et, rentrant chez lui, transforme sa femme en moineau. Selon eux, cette histoire, qui se rencontre aussi chez des peuples non slaves de l'ex-URSS (Bachkirs...) serait toutefois d'origine slave orientale, même si l'intrigue rejoint celle figurant dans les Mille et une nuits. Jiří Polívka et Walter Anderson ont chacun de leur côté (Anderson en liaison avec le roman d'Apulée, L'Âne d'or), étudié ce thème.
Hans-Jörg Uther mentionne que la version 2 (qui inclut souvent l'épisode des enfants du roi sauvés par le chien) semble être originaire de Syrie, et avoir essaimé vers l'Europe de l'Est, les Balkans et le Caucase. Par rapport à la version des Mille et une nuits, elle se caractérise par l'absence de l'épisode de la consommation du cadavre, et la mention en revanche du chien transformé en oiseau. La femme et son amant sont parfois changés en ânes à la fin du conte. Il signale que le conte se combine souvent avec les contes-types AT 313 (La Fuite magique), AT 400 (L'Homme à la recherche de son épouse disparue) et AT 992A (La pénitence de la femme adultère). Il indique pour la version 2 les motifs suivants :
- D141 (transformation d'un homme en chien)
- K1535 (la femme adultère transforme son mari en animal pour se débarrasser de lui)
- D682.3 (transformation partielle : animal avec esprit humain)
- D151.8 (transformation d'un homme en moineau).

Delarue et Tenèze intitulent ce conte-type L'Homme qui a épousé une femme vampire. Ils fournissent une version nivernaise empruntée à Achille Millien (L'Homme qui a épousé une fée), dont le début est très similaire à la version des Mille et une nuits. Ici, c'est une fée marraine qui retransforme le chien en homme et qui lui permet de changer sa femme en jument, qu'elle lui conseille de harasser. Elle lui a aussi donné une épée qu'il ne doit pas laisser tomber à terre ; bien entendu, c'est ce qui se produit, et l'homme est cette fois métamorphosé en moucheron, tandis que sa femme reprend sa forme première. Il est à nouveau sauvé par sa marraine, qui finit par transformer la méchante femme en tuyau de cheminée de la maison, et « on peut encore la voir sous cette forme ». Ils mentionnent aussi une version du Languedoc et une autre des Pyrénées.
Dans le conte de Grimm KHM 76 (L'Œillet, Die Nelke), l'adversaire est transformé en caniche noir, avec une chaîne d'or autour du cou ; il mange des charbons ardents et des flammes jaillissent de sa gueule. Dans le conte KHM 68 (Le voleur et son maître, De Gaudeif un sien Meester), le fils apprenti voleur se transforme successivement en petit oiseau, en lévrier et en cheval, qui lui-même se change en moineau (la fin du conte consiste en un concours de métamorphoses avec le sorcier).
Les métamorphoses d'un être humain en animal constituent un thème fréquent dans la mythologie, le folklore et la littérature : on pense bien sûr aux Métamorphoses d'Ovide ou à La Métamorphose de Franz Kafka, entre autres. Toutefois, le thème est ici plus précis : il s'agit d'un homme métamorphosé par une magicienne malfaisante, ce qui évoque Circé, ou L'Âne d'or d'Apulée. La transformation en chien est ressentie comme particulièrement infâmante, comme le soulignent aussi bien la version des Mille et une nuits (le tripier considère que « les chiens sont immondes ») que la seconde version russe (le magicien s'écrie : « sois un chien impur ! »).
Laurence Harf-Lancner a étudié les analogies entre ce conte-type et les récits littéraires médiévaux concernant les loups-garous (Bisclavret, Mélion, Arthur et Gorlagon, etc.) Elle met en évidence la similitude des structures narratives, celle du conte-type ayant été analysée par Walter Anderson à partir de 45 versions du conte ; elle le rapproche aussi d'un conte juif publié en 1602. Elle conclut, d'une part à la contamination entre le conte-type et le thème du loup-garou, d'autre part au rejet par la littérature aussi bien apologétique que narrative de la notion de « présence conjuguée, en tout être, de l'homme et du loup » (donc d'une nature double), au profit de l'illusion, de l'irréel.
Il existe en Ossétie (et ailleurs dans le Caucase) un conte très populaire, Le Conte de la peau du renard noir, qui peut être rattaché au conte-type. Il fait souvent intervenir un chasseur légendaire, Tsopan, et recèle probablement des traces d'une ancienne croyance en une déesse chasseresse.